# Régionnaires de Rome

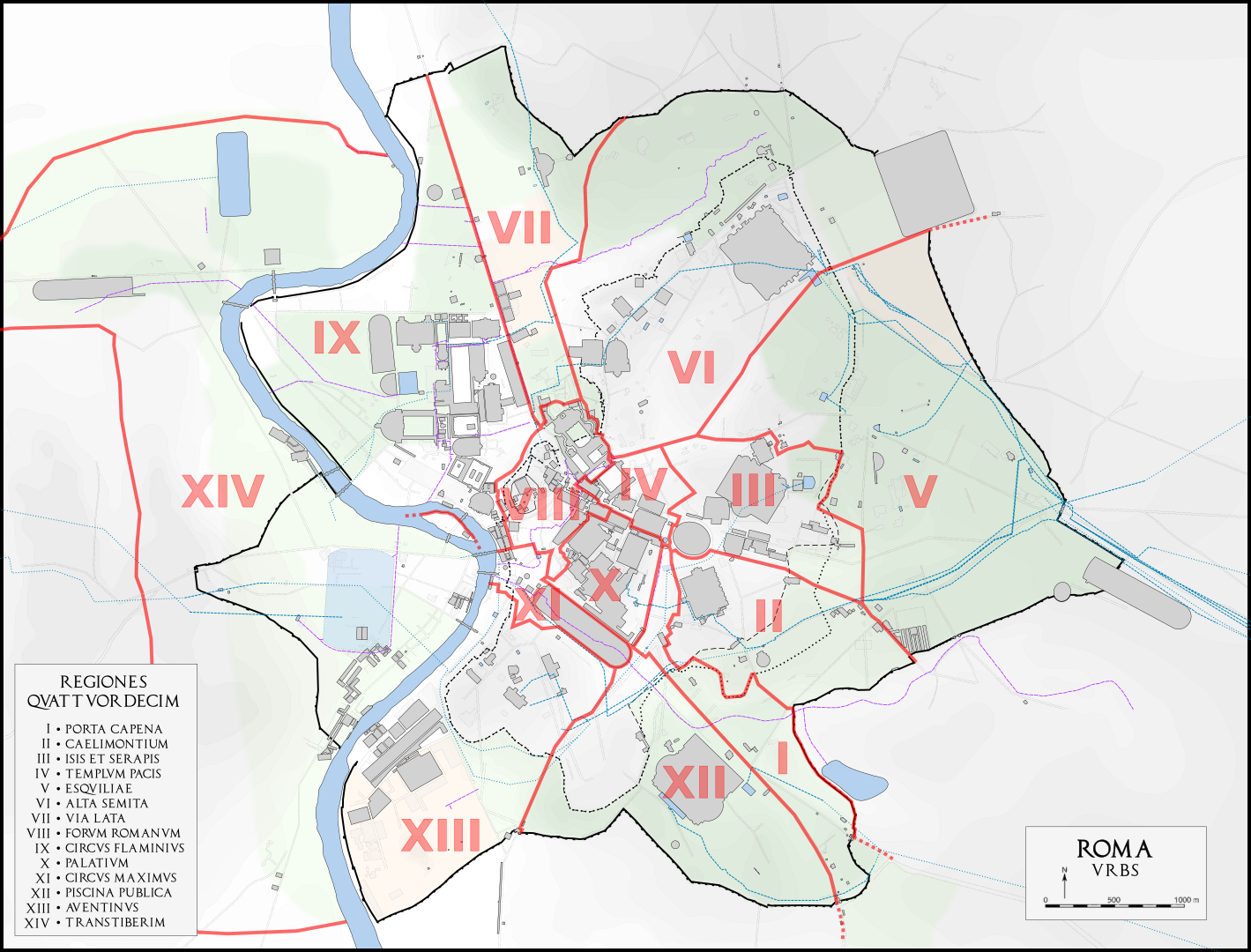
Plan de la Rome antique où figurent les principaux monuments construits depuis la fondation de la ville jusqu'au VIe siècle ap. J.-C. ainsi que les délimitations des quatorze régions augustéennes. Fond de carte d'après Rodolfo Lanciani, Forma Urbis, complété et corrigé avec les propositions et découvertes archéologiques plus récentes. Limites des régions d'après : Notitia Regionum Urbis XIV du Chronographe de 354 (lire en ligne) Coarelli, Rome and environs : an archaeological guide, 2007 Carandini, Atlante di Roma Antica, 2012

Les régionnaires de Rome (en latin : Curiosum et Notitia Urbis Romae) sont des catalogues présentant des listes détaillées de monuments de la ville de Rome antique, classés selon les quatorze régions augustéennes.

## Usage
Ces catalogues, appelés communément « Régionnaires », servent de base aux premiers relevés topographiques des monuments de Rome, comme ceux de Polemius Silvius parmi les principaux.
L'objectif et l'usage de ces documents durant l'Antiquité sont aujourd'hui inconnus. La date de leur première rédaction n'est pas connue non plus mais ils ont été au moins mis à jour après 337 étant donné qu'ils mentionnent des monuments d'époque constantinienne. Certains historiens, comme André Chastagnol, ont proposé d'y voir des documents administratifs utilisés par la préfecture urbaine mais les catalogues semblent trop lacunaires et les relevés manquent trop de rigueur pour être considérés comme tels. Par exemple, certains monuments importants, comme le mausolée d'Auguste ou celui d'Hadrien, n'apparaissent pas dans les listes.

## Contenu
Les catalogues régionnaires, qu'il s'agisse du Curiosium ou de la Notitia, s'organisent par regiones. Pour chacune d'elles, ils donnent le nombre des édifices par type (par exemple les domus, les insulae ou les balnea), le nombre de vici, une liste de monuments remarquables, ainsi que le nombre de vicomagistri et de curatores. La similitude du contenu des deux documents semblent indiquer qu'ils ont été établis à partir d'un même document.
Certains monuments y sont décrits de manière très précise, les régionnaires indiquant par exemple le nombre de fenêtres et de marches d'escalier pour la colonne Trajane et le nombre de rayons que compte la couronne du Colosse, statue colossale de Néron déplacée près du Colisée sous Hadrien.